# Альмуния, Мануэль
Мануэ́ль Альму́ния Риве́ро (исп. Manuel Almunia Rivero; 19 мая 1977, Памплона, Испания) — испанский футболист, вратарь.

## Карьера
Воспитанник клуба «Осасуна» из родной Памплоны, отыграл два сезона за его фарм-клуб в третьей испанской лиге, за основную команду не играл. Затем выступал один сезон на правах аренды за клуб третьего дивизиона «Картахена», летом 2000 года подписал контракт с командой «Сабадель» из той же лиги, там он также провёл один сезон.
Летом 2001 года перешёл в «Сельту», на тот момент бывшую одной из ведущих команд Примеры, но так и не сыграл за неё ни одного матча: все три сезона, в течение которых права на него принадлежали «Сельте», он отыграл в аренде: сезон 2001/02 он провёл в качестве основного голкипера клуба «Эйбар», выступавшего во второй лиге; в сезоне 2002/03 выступал за аутсайдера высшего дивизиона «Рекреативо», провёл всего две игры; в сезоне 2003/04 регулярно выходил на поле в составе середняка Примеры, клуба «Альбасете».
14 июля 2004 года Альмуния подписал контракт с «Арсеналом». Дебютировал за «Арсенал» в Кубке Лиги в матче против «Манчестер Сити» 27 октября 2004 года. Сыграл во всех матчах Кубка Лиги того сезона. В финале Лиги Чемпионов 2005/06 основной вратарь «Арсенала» Йенс Леманн получил красную карточку за «фол последней надежды» на 19-й минуте и Альмуния вышел вместо него. С начала сезона 2007/08 стал основным вратарём команды, выиграв конкуренцию у Йенса Леманна. В сезоне 2010/11 получил травму локтя и надолго выбыл из строя. Возвращение Мануэля на поле состоялось в матче на Кубок Англии.
30 сентября 2011 года «Вест Хэм Юнайтед» взял голкипера Мануэля Альмунию в срочную аренду сроком на один месяц. Молотобойцы решились на этот шаг из-за травмы своего основного стража ворот Роберта Грина. По окончании сезона 2011/12 Мануэль покидает «Арсенал», и на правах свободного агента переходит в команду из чемпионшипа — «Уотфорд», присоединившись к тренеру Джанфранко Дзола, с которым вратарь был знаком по выступлению в «Вест Хэме». Был капитаном команды.
В августе 2014 года объявил о завершении карьеры. Причиной стало диагностирование у него гипертрофической кардиомиопатии. Из-за этого не состоялся переход в «Кальяри»

## Достижения
«Арсенал»
- Обладатель Кубка Англии: 2004/05
- Обладатель Суперкубка Англии: 2004

## Статистика
Последнее обновление 12 мая 2010
| Сезон   | Клуб       | Страна       | Матчи | Голы |  |
| ------- | ---------- | ------------ | ----- | ---- |  |
| 1999-00 | Картахена  | Флаг Испании | 3     | 0    |  |
| 2000-01 | Сабадель   | Флаг Испании | 25    | 0    |  |
| 2001-02 | Эйбар      | Флаг Испании | 35    | 0    |  |
| 2002-03 | Рекреативо | Флаг Испании | 2     | 0    |  |
| 2003-04 | Альбасете  | Флаг Испании | 24    | 0    |  |
| 2004-05 | Арсенал    | Флаг Англии  | 4     | 0    |  |
| 2005-06 | Арсенал    | Флаг Англии  | 0     | 0    |  |
| 2006-07 | Арсенал    | Флаг Англии  | 1     | 0    |  |
| 2007-08 | Арсенал    | Флаг Англии  | 29    | 0    |  |
| 2008-09 | Арсенал    | Флаг Англии  | 32    | 0    |  |
| 2009-10 | Арсенал    | Флаг Англии  | 29    | 0    |  |
| 2010-11 | Арсенал    | Флаг Англии  | 6     | 0    |  |
| Всего   | Всего      | Всего        | 190   | 0    |  |